# Jeanne Altmann
Pour les articles homonymes, voir Altmann.
Jeanne Altmann, née le 18 mars 1940 à New York, est une professeure d'écologie et de biologie évolutive à l'université de Princeton. Ses recherches portent sur l'écologie comportementale des babouins présents dans le parc national d'Amboseli, au Kenya. 

## Biographie
Jeanne Altmann commence sa licence à l'UCLA en mathématiques. Elle fait sa seconde année au MIT. Elle épouse Stuart Altmann, étudiant en master à Harvard. Elle le suit à l'Université de l'Alberta, où elle obtient son diplôme de mathématiques en 1962. Elle obtient son master à l'Université Emory à Atlanta, en 1970. Puis, elle commence ses études supérieures en biologie à l'Université de Chicago. Elle décide de travailler sur les interactions sociales et familiales des babouins. 
Après avoir obtenu son diplôme de l'Université de l'Alberta, elle travaille comme chercheuse sur les primates à l'université jusqu'en 1965. Elle applique des méthodes de traitements de données issues des mathématiques pour traiter les données comportementales. 
Pendant ses études à Emory, elle effectue des recherches au Yerkes National Primate Research Center, puis rejoint l'Université de Chicago pour ses études doctorales et la majeure partie de sa carrière. Elle y est professeure agrégée en 1985. Elle est  promue professeure titulaire en 1989. Elle est également commissaire des expositions de primates au zoo de Brookfield, dans la banlieue de Chicago. En 1998, elle rejoint l'Université de Princeton. De 2003 à 2008, elle est professeure invitée de physiologie animale à l'Université de Nairobi et y est maître de conférences honoraire en zoologie depuis 1989.
Jeanne Altmann est connue pour son implication dans la création et le développement du Projet de recherche sur les babouins d'Amboseli, dont le lancement officiel remonte à 1971, après une étude préliminaire sur le terrain en 1963-1964. Elle élabore un protocole pour la collecte de données sur le terrain, contribuant ainsi à prévenir les biais individuels et à faciliter les études comparatives. Dans sa méthode proposée, les scientifiques doivent observer chaque animal d'un groupe pendant une période déterminée et noter ses actions, même si celles-ci semblent insignifiantes. Cette méthode d'échantillonnage a été largement adoptée et est devenue la norme pour les chercheurs de terrain. Elle utilise l'informatique pour analyser les données.  
Jeanne Altmann privilégie les méthodes d'échantillonnage observables plutôt qu'expérimentales. Cela lui permet de suivre le comportement des babouins dans leur environnement naturel. Elle utilise principalement des techniques non invasives. 
En 1981, elle recrute des locaux à des postes d'autorité pour le Projet Babouin d'Amboseli. Elle engage un membre de la communauté massaï et d'autres Kenyans pour effectuer des observations, gérer les échantillons de laboratoire et former des assistants tout au long de l'année. 
Avec ses collaboratrices Susan Alberts, Elizabeth Archie et Jenny Tung, Jeanne Altmann s'intéresse à la démographie, à la relation mère-enfant, à l'écologie comportementale et à l'endocrinologie, à l'évolution du comportement social, au vieillissement, à la sélection sexuelle, à l'écologie des maladies et à la génomique fonctionnelle. Elle est l'une des premières chercheuses à étudier les mères primates. Elle étudie les effets des gènes sur la parentalité et l'accouplement. 

## Honneurs et récompenses
- 1988 - Membre de l'Association américaine des parcs zoologiques et des aquariums
- 1989 - Membre de la Société du comportement animal
- 1996 - Prix exemplaire, Animal Behavior Society
- 1996 - Membre de l'Académie américaine des arts et des sciences
- 2003 - Membre de l'Académie nationale des sciences
- 2013 - Prix Sewall Wright
- 2014 - Prix pour l'ensemble de sa carrière, Société internationale de primatologie[3]
- 2020 - Membre de l'American Philosophical Society[7]
- 2022 - Prix Frontières du savoir de la Fondation BBVA